# Слот розширення

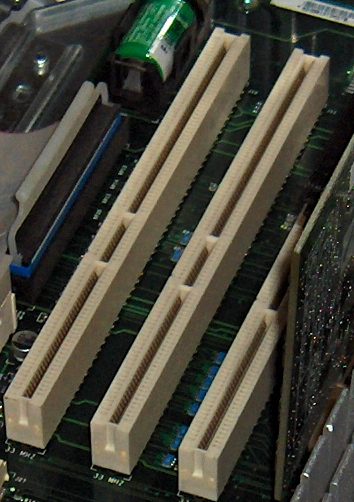
Слоти розширення 64-розрядної шини PCI

Слот розширення — щілинний (англ. slot означає «щілину») роз'єм, зазвичай в комп'ютері, з'єднаний з системною шиною і призначений для установки додаткових модулів (карт розширення), що розширюють конфігурацію пристрою.
Через слот зазвичай підключаються :
- відеокарти;
- звукові карти;
- мережеві карти;
- POST-карти;
- рідко — оперативна пам'ять (Apple II, IBM PC і IBM PC/XT).

Можуть бути як універсальними (PCI, PCI Express, ISA, EISA, MCA — за назвами комп'ютерних шин або архітектур; Apple II, CompactPCI, Mini PCI, PCMCIA, PCI-X, PDS, Q-Bus, Nubus, VESA Local Bus (VLB), VMEbus), так і спеціалізованими (AGP-слот для підключення відеокарти).
В смартфонах, планшетах найчастіше зустрічаються слоти розширення формату Secure Digital (SD) з підтримкою MMC-карт і периферії SDIO, а також CompactFlash-роз'єми. Тим часом у кишенькових комп'ютерах покупцеві, швидше за все, зустрінеться лише роз'єм SD / MMC / SDIO (у Clie — Memory Stick), а в Pocket PC — Compact Flash. З'являється дедалі більше пристроїв, оснащених відразу двома слотами розширення.